# Etichetta discografica
Un'etichetta o società discografica è un marchio registrato appartenente a una casa discografica.
Il termine "etichetta discografica" deriva dall'etichetta di identificazione, di forma circolare, posta al centro dei dischi in ceralacca (e in seguito in vinile) per mostrare in modo prominente il nome del produttore, insieme ad altre informazioni.
A volte la parola etichetta è usato estensivamente per calco dell’inglese label come sinonimo di "casa discografica".

## Descrizione
All'interno dell'industria musicale dominante, gli artisti che registrano si sono tradizionalmente affidati alle etichette discografiche per ampliare la loro base di consumatori, commercializzare i loro album e promuovere i loro singoli su servizi di streaming, radio e televisione. Le etichette discografiche forniscono anche pubblicisti, che aiutano gli artisti a guadagnare una copertura mediatica positiva e che si assicurano che la loro merce sia disponibile tramite negozi e altri media.
Le etichette sono spesso sotto il controllo di un'organizzazione ombrello aziendale chiamata "gruppo musicale". Un gruppo musicale è di solito affiliato a un conglomerato internazionale di "holding", che spesso ha anche divisioni non prettamente musicali. Un gruppo musicale controlla ed è composto da compagnie di pubblicazioni musicali, produttori di dischi (registrazioni sonore), distributori di dischi ed etichette discografiche. Le case discografiche (produttori, distributori ed etichette) possono anche costituire un "gruppo discografico" che a sua volta è controllato da un gruppo musicale. Le società costituenti in un gruppo musicale o gruppo discografico sono talvolta commercializzate come "divisioni" del gruppo.

## Il rapporto con gli artisti

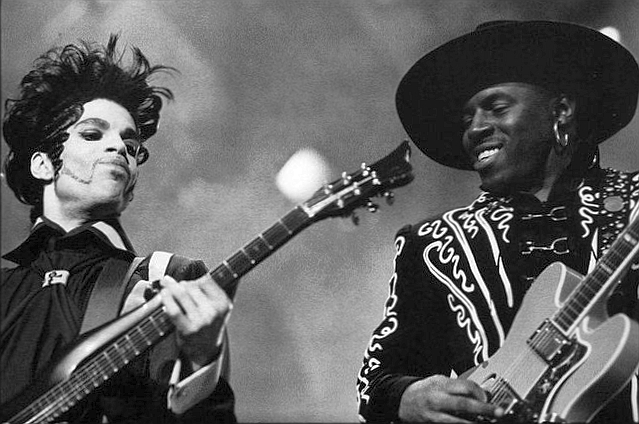
Prince e Levi Seacer Jr. si esibiscono a Zurigo, Svizzera, nel 1993.

Se un artista e un'etichetta vogliono lavorare insieme, che un artista abbia contattato direttamente un'etichetta, solitamente inviando al suo team una demo, o che il team Artists & Repertoire dell'etichetta abbia individuato l'artista e lo abbia contattato direttamente, di solito stipulano un rapporto contrattuale.
Un'etichetta di solito stipula un contratto discografico esclusivo con un artista per commercializzare le registrazioni dell'artista in cambio di royalties sul prezzo di vendita delle registrazioni. I contratti possono estendersi per periodi brevi o lunghi e possono o meno fare riferimento a registrazioni specifiche. Gli artisti affermati e di successo tendono a essere in grado di rinegoziare i loro contratti per ottenere condizioni più favorevoli per loro, ma la tanto pubblicizzata faida tra Prince e la Warner Bros. Records del 1994-1996 fornisce un forte controesempio, così come l'affermazione di Roger McGuinn, fatta nel luglio 2000 davanti a una commissione del Senato degli Stati Uniti, secondo cui the Byrds non hanno mai ricevuto nessuna delle royalties che erano state promesse loro per i loro più grandi successi, "Mr. Tambourine Man" e "Turn! Turn!, Turn!".

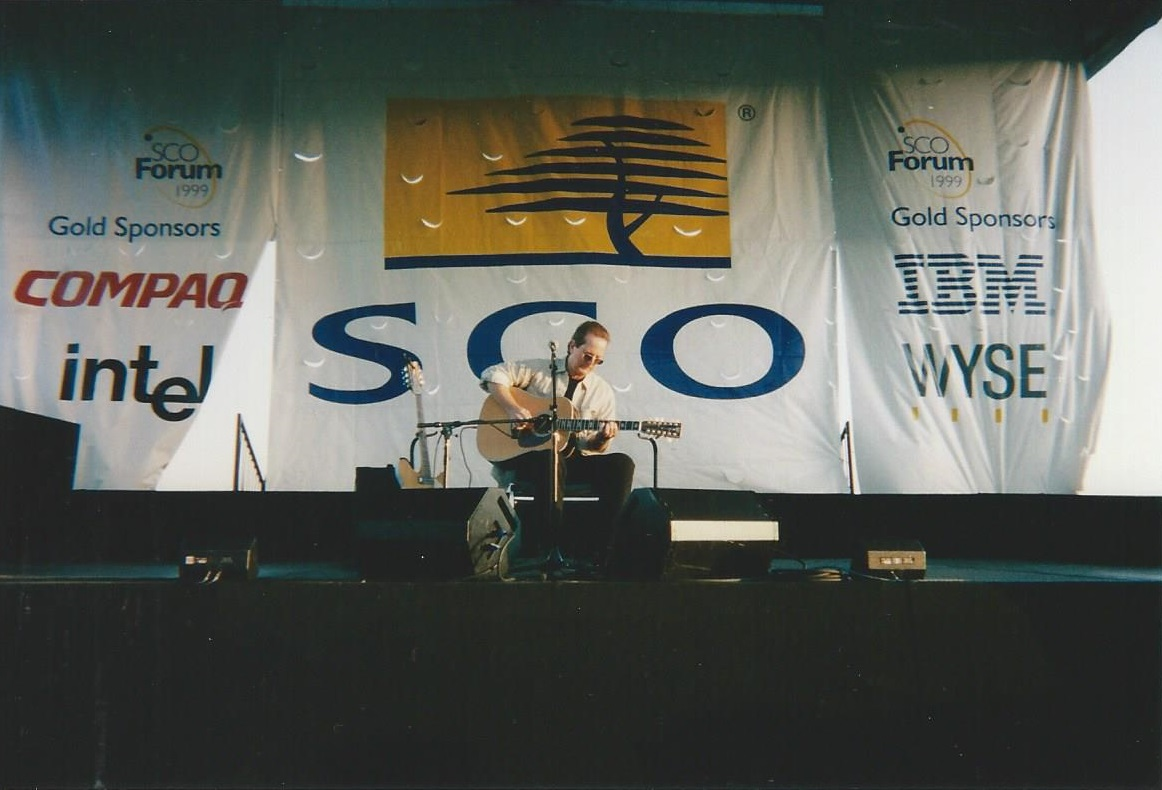
Roger McGuinn dei Byrds si esibisce nel 1999

Un contratto prevede generalmente che l'artista consegni le registrazioni completate all'etichetta, oppure che l'etichetta intraprenda la registrazione con l'artista. Per gli artisti senza una storia di registrazione, l'etichetta è spesso coinvolta nel rapporto con produttori, studi di registrazione, musicisti aggiuntivi e canzoni da registrare, e può supervisionare l'output delle sessioni di registrazione. Per gli artisti affermati, un'etichetta è solitamente meno coinvolta nel processo di registrazione.
Il rapporto tra etichette discografiche e artisti può essere difficile. Molti artisti hanno avuto conflitti con le loro etichette sul tipo di suono o sulle canzoni che volevano realizzare, il che può comportare la modifica dell'artwork o dei titoli dell'artista prima della pubblicazione. Ad altri artisti è stata impedita la pubblicazione della loro musica o l'hanno accantonata. Le etichette discografiche generalmente lo fanno perché credono che l'album venderà meglio se l'artista rispetta le richieste o le modifiche desiderate dall'etichetta. A volte, le decisioni dell'etichetta discografica sono prudenti da una prospettiva commerciale, ma queste decisioni possono frustrare gli artisti che ritengono che la loro arte venga sminuita o travisata da tali azioni.

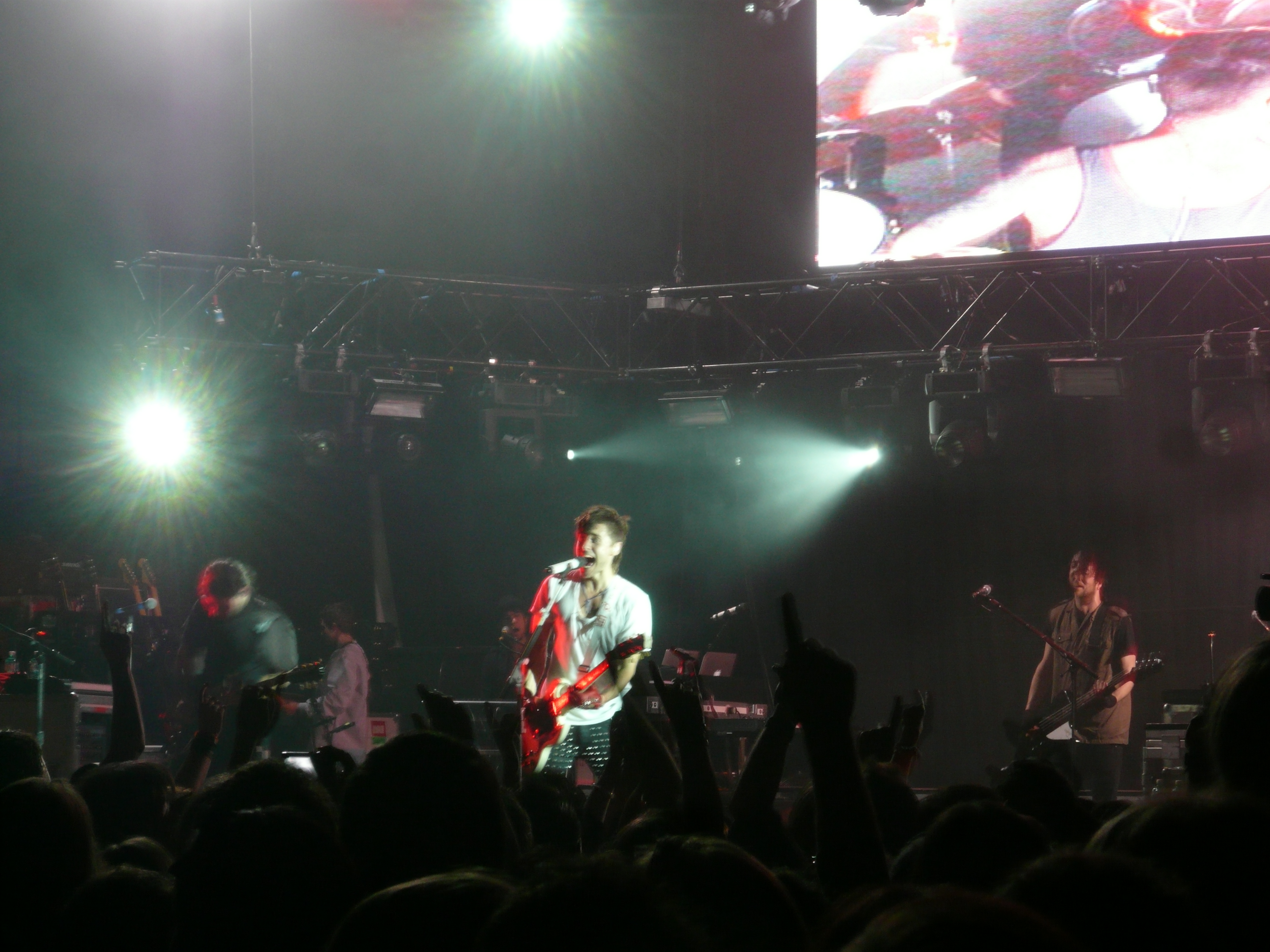
I Thirty Seconds to Mars in concerto nel 2010

In altri casi, le etichette discografiche hanno accantonato gli album degli artisti senza alcuna intenzione di promuoverlo. Le ragioni per l'accantonamento possono essere di vario tipo: magari la decisione dell'etichetta può derivare dalla volontà di concentrare le proprie risorse su altri artisti nel suo roster, oppure ancora può essere l'etichetta che sta magari subendo una ristrutturazione in cui la persona che ha messo sotto contratto l'artista e ne supporta la visione non ha più lo stesso peso all'interno dell'azienda. In casi estremi, le etichette discografiche possono impedire la pubblicazione della musica di un artista per anni, rifiutandosi anche di liberare l'artista dal suo contratto, lasciandolo in una specie di limbo. Tra gli artisti che hanno avuto controversie con le loro etichette sulla proprietà e il controllo della loro musica ci sono Tinashe, Megan Thee Stallion, Kelly Clarkson, Thirty Seconds to Mars, Clipse, Ciara, JoJo, Michelle Branch, Kesha, Kanye West, Lupe Fiasco, Paul McCartney, and Johnny Cash.
Nei primi giorni dell'industria discografica, le etichette discografiche erano assolutamente necessarie per il successo di qualsiasi artista. Il primo obiettivo di qualsiasi nuovo artista o gruppo era quello di ottenere un contratto il prima possibile. Negli anni '40, '50 e '60, molti artisti si trovavano talmente tanto nella necessità di firmare un contratto con una casa discografica che a volte finivano per firmare accordi in cui vendevano i diritti delle loro registrazioni all'etichetta discografica in perpetuo. Gli avvocati dello spettacolo sono solitamente impiegati dagli artisti per discutere proprio i termini del contratto.

Marchio di BitTorrent

Grazie al progresso della tecnologia come Internet, il ruolo delle etichette sta cambiando rapidamente, poiché gli artisti sono in grado di distribuire liberamente il proprio materiale tramite radio online, condivisione di file peer-to-peer come BitTorrent e altri servizi, a costi minimi o nulli, ma con rendimenti finanziari corrispondentemente bassi. Artisti affermati, come i Nine Inch Nails, la cui carriera è stata sviluppata con il supporto di una major, hanno annunciato la fine dei loro contratti con le grandi etichette, affermando che la natura poco collaborativa dell'industria discografica con queste nuove tendenze sta danneggiando musicisti, fan e l'industria nel suo complesso. Tuttavia, i Nine Inch Nails sono poi tornati a lavorare con una major, ammettendo di aver bisogno del marketing internazionale e della portata promozionale che una major può fornire. Anche i Radiohead hanno citato motivazioni simili con la fine del loro contratto con la EMI quando il loro album In Rainbows è uscito come un modello di vendita "pay what you want" come download online, ma sono anche tornati a un'etichetta per una pubblicazione convenzionale. La ricerca mostra che le etichette discografiche controllano ancora la maggior parte dell'accesso alla distribuzione.

### Editori come etichette
A metà degli anni 2000, alcune case editrici musicali hanno iniziato a svolgere il lavoro tradizionalmente svolto dalle etichette. L'editore Sony/ATV Music, ad esempio, ha sfruttato le sue connessioni all'interno della famiglia Sony per produrre, registrare, distribuire e promuovere l'album di debutto di Elliott Yamin sotto un'etichetta dormiente di proprietà della Sony, piuttosto che aspettare un accordo con un'etichetta appropriata.

## Le nuove strategie delle etichette

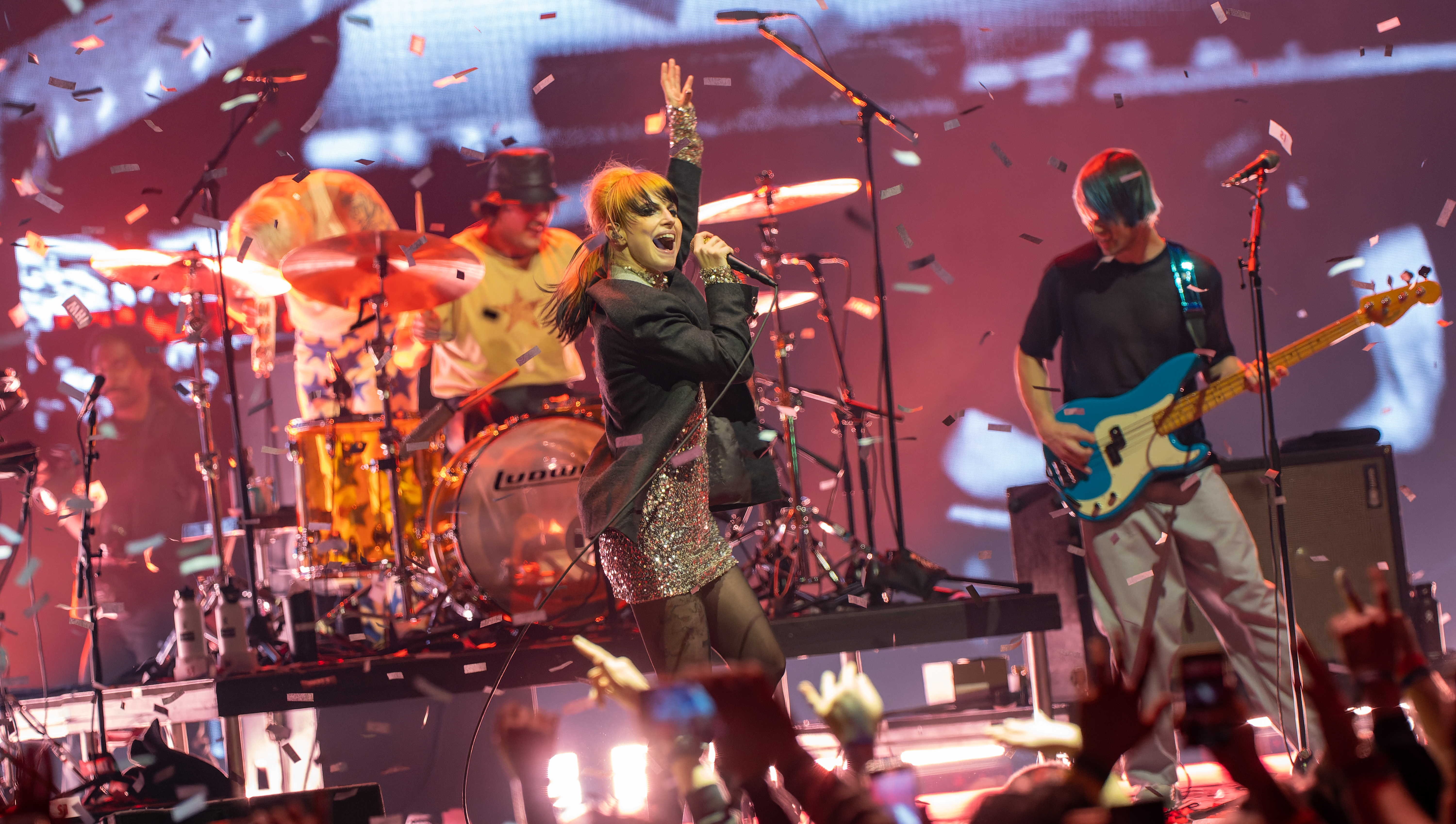
I Paramore in concerto allo O2 di Londra nel 2023

I computer e la tecnologia Internet hanno portato ad un aumento della condivisione di file e della distribuzione digitale direct-to-fan, facendo crollare le vendite di musica negli ultimi anni. Le etichette e le organizzazioni hanno dovuto cambiare le loro strategie e il modo in cui lavorano con gli artisti. Nuovi tipi di accordi chiamati accordi "multiple rights" ("diritti multipli") o "360" vengono effettuati con artisti, in cui le etichette ricevono diritti e percentuali ai tour, al merchandising e alle spalle dell'artista. In cambio di questi diritti, le etichette di solito forniscono acconti più elevati agli artisti, hanno più pazienza con la loro crescita e pagano percentuali più elevate delle vendite di CD. Queste offerte 360 sono più efficaci quando l'artista è stabile e ha una fedele base di fan. Per questo motivo, le etichette ora devono essere più pazienti con la crescita degli artisti perché la longevità è la chiave di questo tipi di contratti. Diversi artisti come Paramore, Maino e persino Madonna hanno firmato tali tipi di contratti.

Logo della Atlantic Records

Uno sguardo a un vero accordo 360 offerto da Atlantic Records a un artista mostra una variazione della struttura. Il documento di Atlantic offre un anticipo in contanti convenzionale per la firma dell'artista, che avrebbe poi ricevuto le royalty per le vendite solo dopo che le spese sono state recuperate. Con l'uscita del primo album dell'artista, tuttavia, l'etichetta ha un'opzione per pagare altri $ 200.000 in cambio del 30 percento del reddito netto da tutte le commissioni di tour, merce, sponsorizzazioni e commissioni di fan-club. L'Atlantic avrebbe anche il diritto di approvare il programma del tour dell'atto e gli stipendi di alcuni impiegati delle vendite di tour e della merce assunti dall'artista. Inoltre, l'etichetta offre anche all'artista un taglio del 30% dai profitti dell'album, se questo vede un miglioramento delle entrate dalle royalty del 15 percento.

## Tipologie

### Major
"Big Three" music labels
Come suggerisce il nome, le major sono le etichette più importanti. Dal 1929 al 1998, c'erano sei principali etichette discografiche, conosciute come Big Six, ovvero Warner Music Group, EMI, Sony Music (Conosciuta come CBS fino fino al 1991, anno in cui fu ribattezzata dalla Sony, che possedeva i diritti della CBS dal 1988), BMG (formata nel 1985 come RCA/Ariola International), Universal Music Group (conosciuta come MCA Music fino al 1996) e PolyGram. Dopo la fusione della PolyGram con la Universal Music Group (UMG) nel 1999, le major furono appellate come i Big Five. Nel 2004, Sony e BMG formano una joint venture unendo la loro divisione musicale di registrazione per creare l'etichetta Sony BMG (che sarebbe stata ribattezzata Sony Music Entertainment dopo una fusione del 2008); BMG ha mantenuto la sua divisione editrice musicale separata da Sony BMG e successivamente ha venduto BMG Music Publishing a UMG. Nel 2007, le restanti etichette discografiche - quindi conosciute come Big Four - hanno controllato circa il 70% del mercato mondiale della musica e circa l'80% del mercato della musica degli Stati Uniti.
Nel 2012, le principali divisioni di EMI sono state vendute separatamente dal proprietario Citigroup: la maggior parte della divisione di registrazione musicale dell'EMI è stata assorbita in UMG; EMI Music Publishing è stata assorbita dalla Sony/ATV Music Publishing; Infine, le etichette della EMI Parlophone e Virgin Classics, sono state assorbite dalla Warner Music Group (WMG) nel luglio 2013. Queste manovre di mercato hanno portato ad un riassestamento sulle sole "Big Three" odierne.
| Major record label       | Anno di fondazione | Quartiergenerale                                                                                                 | Divisioni                                         | Mercato globale |
| ------------------------ | ------------------ | --- | ------------------------------------------------- | --------------- |
| Universal Music Group    | 1º settembre 1934  | Hilversum, Olanda Settentrionale, Netherlands (corporate) Santa Monica (California), United States (operational) | Lista delle etichette della Universal Music Group | 31.9%           |
| Sony Music Entertainment | 9 settembre 1929   | New York, New York, United States                                                                                | Lista delle etichette della Sony Music            | 22.1%           |
| Warner Music Group       | 6 aprile 1958      | New York, New York, United States                                                                                | Lista delle etichette della Warner Music Group    | 16%             |

| Sony Music Entertainment | Universal Music Group | Warner Music Group |
| --- | --- | --- |
| Arista Records, Arista Nashville, Beach Street Records, Black Butter Records, BPG Music, Bystorm Entertainment, Century Media, Columbia Nashville, Columbia Records, Day 1, Descendant Records, Disruptor Records, District 18 Entertainment, Epic Records, Essential Records, Essential Worship, Fo Yo Soul Recordings, House of Iona Records, Insanity Records, Keep Cool, Kemosabe Records, Legacy Recordings, Masterworks, Masterworks Broadway, Ministry of Sound Recordings, Monument Records, OKeh, Palm Tree Records, Polo Grounds Music, Portrait, RCA Inspiration, RCA Nashville, RCA Records, Relentless Records, Reunion Records, Same Plate Entertainment, Six Course Music Group, Sony Classical, Sony Music Latin, Star Time International, Syco Music, Triple Tigers Records, Verity Records, Visionary Records | A:larm Records, Abbey Road Studios, Arts & Crafts, Awesome Music, Barclay, Capitol Music, Capitol Records, Cool Planet, Copenhagen Records, Decca Records, Def Jam Recordings, Delicious Deli Records, Dep, Deutsche Grammophon, EMI, Fiction Records, Hidden Pony, Interscope Geffen A&M, Island Records, Johanna Kustannus, MCA, Mercury, Minos-EMI, Pacemaker, Poko Records, Polydor, Republic Records, Spinefarm Records, Universal Classics and Jazz Japan, Universal D, Universal International, Universal J, Universal Music, Universal Music Enterprises, Universal Music Group Nashville, Universal Music Latin Entertainment, Universal Music On Demand, Universal Music Publishing Group, Universal Sigma, USM Japan, Verve Label Group, Virgin EMI Records, Virgin Music Japan, Virgin Records Japan, Zen Music, Zero-A, ecc. | Asylum, Atlantic Records, Big Beat, Canvasback Music, EastWest Records, Elektra Records, Erato, FFRR, Fueled By Ramen Records, Nonesuch Records, Parlophone, Reprise Records, Rhino Entertainment, Roadrunner Records, Sire Records, Teldec, Warner Bros. Records (WBR), Warner Classics, Warner Music Nashville, Alternative Distribution Alliance (ADA), WEA (Warner-Elektra-Atlantic), Warner/Chappell Music (WCM), Warner/Chappell Production Music |

### Etichette discografiche indipendenti

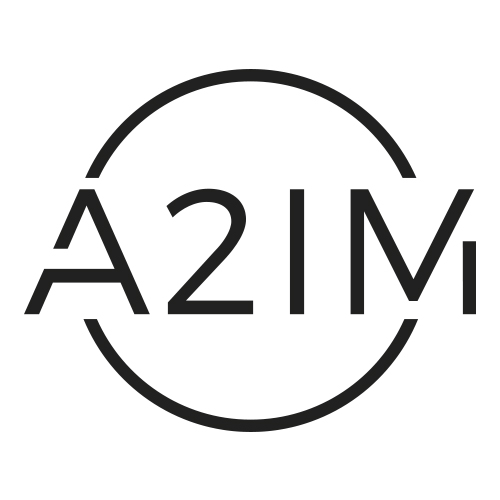
Logo della associazione di categoria delle etichette indipendenti statunitensi American Association of Independent Music

Le etichette discografiche possono essere più o meno piccole, localizzate e "Etichetta discografica indipendente|indipendenti" ("indie") o possono far parte di un grande corporazione multinazionale di media, considerando anche tutte le varianti possibili tra questi due poli estremi. L'associazione di categoria inglese della musica indipendente chiamata Association of Independent Music (AIM) definisce una "major" come "una multinazionale che (insieme alle società del suo gruppo) ha oltre il 5% dei mercati mondiali per la vendita di dischi o video musicali". A partire dal 2012, ci sono solo tre etichette che possono essere definite "major labels": la Universal Music Group, la Sony Music e la Warner Music Group. Nel 2014, AIM ha stimato che le major avessero una quota di mercato globale collettiva di circa il 65-70%.
Le etichette discografiche e gli editori musicali che non sono sotto il controllo dei "Big Three" sono generalmente considerate indipendenti (anche dette indie), anche se sono grandi aziende con strutture complesse. Il termine etichetta indie è talvolta usato per riferirsi solo a quelle etichette indipendenti che aderiscono a criteri di indipendenza per struttura e dimensioni aziendali, e alcuni considerano un'etichetta indie quasi qualsiasi etichetta che pubblichi musica non mainstream, indipendentemente dalla sua struttura aziendale. Le etichette indipendenti, sono slegate dalle multinazionali (anche se talvolta sono legate ad esse da accordi di distribuzione fisica, non digitale) e detengono a livello mondiale una quota mercato del 68,3%. In Italia, sommando tutte le iscritte alle 3 maggiori associazioni di categoria (AFI, PMI, Audiocoop), troviamo oltre 200 etichette indipendenti.
Le etichette indipendenti sono spesso considerate più "amichevoli" con gli artisti. Sebbene possano avere meno potere di vendita, le etichette indipendenti in genere offrono maggiori royalty agli artisti, a volte con un accordo di condivisione degli utili al 50%, noto anche come "accordo 50-50" ("50–50 deal"). Inoltre, le etichette indipendenti sono alcune volte delle Vanity label, ossia etichette di proprietà degli artisti, nate con l'intento dichiarato di controllare in prima persona la qualità della propria produzione. Le etichette indipendenti di solito non godono delle risorse disponibili per le "Big Three" e come tali spesso restano indietro rispetto a loro in termini di quote di mercato. Tuttavia, spesso gli artisti indipendenti riescono a ottenere un ritorno registrando per un costo di produzione molto inferiore a quello di una tipica uscita di una grande etichetta. A volte sono in grado di recuperare il loro anticipo iniziale anche con numeri di vendita molto più bassi.
A volte, artisti affermati, quando hanno terminato il loro contratto discografico, passano a un'etichetta indipendente. Questo spesso offre il vantaggio combinato di un riconoscimento del nome e di un maggiore controllo sulla propria musica, insieme a una quota maggiore di profitti dalle royalty. Lo hanno fatto artisti come Dolly Parton, Aimee Mann, Prince, Public Enemy e molti altri. Storicamente, le aziende avviate in questo modo sono state riassorbite nelle major (due esempi sono la Reprise Records del cantante americano Frank Sinatra, che è di proprietà della Warner Music Group da un po' di tempo, e la A&M Records del musicista Herb Alpert, ora di proprietà della Universal Music Group). Allo stesso modo, la Maverick Records di Madonna (avviata da Madonna con il suo manager e un altro socio) sarebbe passata sotto il controllo della Warner Music quando Madonna si è sbarazzata delle azioni di controllo della società.
Alcune etichette indipendenti raggiungono un tale successo che le major negoziano contratti per distribuire la musica per l'etichetta o, in alcuni casi, acquistano completamente l'etichetta, al punto che funziona come un'etichetta discografica o come una sottoetichetta.

### Sotto-etichette
I collezionisti di musica usano spesso il termine sotto-etichetta o subblabel per fare riferimento a un'impronta o una società di etichette subordinate (come quelle all'interno di un gruppo). Ad esempio, negli anni 1980 e 1990, 4th & B'Way Records (pronunciati come "Broadway") era un marchio commerciale di proprietà della Island Records Ltd. nel Regno Unito e una filiale subordinata della Island Records Inc. negli Stati Uniti. L'etichetta centrale su un disco della 4th & B'way Records commercializzato negli Stati Uniti in genere avrebbe un logo 4th & B'way Records e sarebbe stato tra le stampa di pregio, "4th & B'way™, an Island Records, Inc. company". I collezionisti che discutono delle etichette come marchi direbbero che la 4th & B'way Records è una sottoetichetta o impronta della Island Records.

### Vanity label
Le vanity label sono etichette che riportano un'imprint che dà l'impressione di proprietà o controllo dell'artista, ma in realtà rappresentano una relazione standard artista/etichetta. In un accordo del genere, l'artista non controllerà altro che l'uso del nome sull'etichetta, ma potrà avere maggiore voce in capitolo nel confezionamento del proprio lavoro. Un esempio di tale etichetta è l'etichetta Neutron di proprietà di ABC mentre era alla Phonogram Inc. nel Regno Unito. A un certo punto l'artista Lizzie Tear (sotto contratto con la stessa ABC) apparve su questa imprint, ma questa era dedicata quasi interamente alle offerte della ABC ed è ancora utilizzata per le loro ristampe (sebbene la Phonogram possieda i master di tutti i lavori pubblicati sull'etichetta).

Logo dell'etichetta di Trent Reznor dei Nine Inch Nails, la Nothing Records

Tuttavia, non tutte le etichette dedicate a particolari artisti sono di origine completamente superficiale. Molti artisti, all'inizio della loro carriera, creano le proprie etichette che vengono poi acquistate da una società più grande. Se questo è il caso, a volte può dare all'artista una maggiore libertà che se avesse firmato direttamente con una major. Esistono molti esempi di questo tipo di etichette, come la Nothing Records, di proprietà di Trent Reznor dei Nine Inch Nails; e la Morning Records, di proprietà dei Cooper Temple Clause, che hanno pubblicato EP per anni prima che la società venisse acquistata dalla RCA.

### Netlabel
Con la crescita di Internet come fonte valida per ottenere musica, sono emerse le netlabel. A seconda degli ideali della net label, i file musicali degli artisti possono essere scaricati gratuitamente o a pagamento tramite PayPal o altri sistemi di pagamento online. Alcune di queste etichette offrono anche copie di CD oltre il download diretto. Le etichette digitali sono l'ultima versione delle netlabel. Mentre le netlabel iniziarono come un siti gratuiti, le etichette digitali rappresentano una maggiore concorrenza per le principali etichette discografiche.

### Etichette Open-source
Il nuovo secolo ha portato il fenomeno delle etichette discografiche open source o open content. Queste sono ispirate dai movimenti del software libero e open source e dal successo di Linux.

### Etichette crowdfunding
Nel 2002 è stata fondata ArtistShare, la prima etichetta discografica su Internet in cui le uscite erano finanziate direttamente dai fan dell'artista.